# Geiselhöring
Geiselhöring est une ville de Bavière (Allemagne), située dans l'arrondissement de Straubing-Bogen, dans le district de Basse-Bavière.

## Histoire
Des traces de peuplement précoce ont été détectées par plusieurs découvertes archéologiques. Ce fut notamment le cas lors de la construction de la piscine en plein air durant laquelle fut découvert le taureau Geiselhöringer (un bétail en argile de 16 cm de haut datant de la période néolithique). On trouve également dans la municipalité des travaux de terrassement datant de l'époque celte.
Le nom de village indique sa fondation par un noble nommé Giselher ou Gisilher. Ce dernier a probablement construit dans le secteur de l'église paroissiale actuelle à Schlossgraben, un premier village.
La première mention écrite de Geiselhöring date de l'année 1140 sous le nom de Gisilheringen. Geiselhöring faisait partie du ressort du tribunal de Kirchberg. En outre Geiselhöring était propriétaire d'un tribunal doté de nombreux droits de magistrature.
Après un incendie dévastateur en 1504 la mairie gothique fut reconstruite en 1525. Cette dernière est toujours le siège de l'administration de la ville.
Le blason actuel représentant une herse argentée sur fond rouge est attesté pour la première fois comme sceau en 1514.
Après la Seconde Guerre mondiale le village fut le refuge de nombreuses personnes déplacées et la population augmenta rapidement. En 1952 Wilhelm Hoegner alors ministre de l’Intérieur de Bavière visita la ville. Dans le cadre de la réforme du administrative le district de Mallersdorf a été dissous le 1er juillet 1972 et Geiselhöring a été intégré dans le district nouvellement créé de Straubing-Bogen.